# 華盛頓縣 (伊利諾伊州)
華盛頓縣（英語：Washington County）是美國伊利諾伊州西南部的一個縣。面積1,461平方公里。根據美國2000年人口普查，共有人口15,148。縣治納什維爾。
成立於1818年。縣名是紀念首任總統喬治·華盛頓。